# Конец света (роман)
Конец света (англ. The Doomsday Conspiracy) — роман 1991 года в жанре фантастического триллера американского писателя Сидни Шелдона. Роман повествует об истории офицера разведки ВМС США столкнувшегося с деятельностью международной группы высокопоставленных заговорщиков при поисках свидетелей падения метеозонда в Швейцарских Альпах.

## Описание сюжета
Роберт Беллами, офицер-оперативник разведки ВМС США получает от командования задания найти свидетелей падения засекреченного метеорологического зонда в Швейцарских Альпах. Известно, что падение наблюдали пассажиры туристического автобуса. Данных туристов не осталось, задача кажется невыполнимой. Роберт находит водителя автобуса Ханса Беккермана, который поднимает на смех историю о зонде, на самом деле произошла катастрофа инопланетного корабля. Беккерман сообщает, что на месте присутствовали также другой турист и водитель тягача, перевозивший его машину, что усложняет задачу. Роберт не падает духом и находит одного за другим свидетелей в разных странах, не зная, что спецслужбы этих стран тут же ликвидируют свидетелей. Последний свидетель запомнил всех пассажиров автобуса и сообщает о некоей таинственной, очень красивой женщине, также присутствовавшей при инциденте. Роберт отправляется за разъяснениями к Беккерману, но его вдова сообщает о смерти мужа, тот съехал в кювет в состоянии наркотического опьянения. Роберт понимает, что это было убийство, т.к. Беккерман жаловался ему на язву желудка и на невозможность принимать обезболивающие средства из-за тотальной аллергии к лекарствам. Роберт обзванивает всех свидетелей и узнаёт, что все они погибли. За ним увязывается погоня, Роберт понимает, что столкнулся с международным заговором. Командование отдало приказ о его ликвидации после выполнения задания.
Роберт скрывается от поисков спецслужб, передвигаясь по Европе. Он находит временное укрытие на яхте, принадлежащей мужу его бывшей жены Сюзан. Роберт всё ещё любит Сюзан, она будучи медсестрой выходила его после тяжёлого ранения, полученного в бою с советскими истребителями над Вьетнамом. Тогда же погиб его друг, второй пилот Эдвард Уиттакер, сын адмирала Уиттакера, заменившего Роберту отца. Роберт и Сюзан поженились, Роберт решил уйти со службы, но командование дало ему последнее задание: найти таинственного шпиона по прозвищу Лиса. Роберт много месяцев преследовал Лису, не бывая дома и его брак вскоре разрушился. Сюзан вышла замуж за финансового воротилу Монте Бэнкса, котрого также выходила после аварии. Бэнкс выдаёт Роберта экипажу подошедшего итальянского крейсера «Стромболи», но Роберт скрывается на одной из бесчисленных рыбацких лодок, возвращающихся в Марсель.
Роберт связывается со своим другом, китайским дипломатом Ли. Тот рассказывает ему об ультиматуме инопланетян, требующих прекратить уничтожение природы Земли. Власти разных стран создали тайную организацию, с целью разработки нового оружия на основе технических решений разбитого инопланетного корабля. Организацией руководит некто Янус. Ли заявляет, что представляет в организации Китай и стреляет в Роберта, но вспышка молнии ослепляет его. Китаец бросается на Роберта и случайно погибает в схватке. Роберт ранен и не знает куда ему деться. Тем временем, таинственная женщина по имени Грация, оказавшаяся выжившим членом инопланетного корабля, набравшись силы от прошедшего дождя, телепатически связывается с Робертом. Она знает, что у него есть деталь от передатчика (полученного от одного из свидетелей). Починив передатчик, она сможет связаться с подлетевшими земляками. Роберт назначает командованию встречу у места крушения корабля, обещая им назвать имя последнего свидетеля и требует, чтобы на встречу прибыл Янус.
На встречу прибывает Сюзан и её муж, она просит Роберта бежать, т.к. его собираются убить. Янусом оказывается сам адмирал Уиттакер, оказывается, он сыграл роль Лисы, чтобы разрушить брак Роберта. Разочаровавшись в Роберте, он приказал поручить ему это самоубийственное задание. Роберт передаёт Грации деталь передатчика, ликующие инопланетяне спешат на место встречи. Уиттакер приказывает полковнику Джонсону убить Роберта, однако бывший учитель Роберта арестовывает Януса. Прилетают инопланетяне и забирают всех негодяев на перевоспитание. Грация призывает Роберта бороться за охрану окружающей среды, теперь он знает чему посвятить остаток жизни. Для него и Сюзан всё начинается сначала.

## Отзывы
Дэн Броун, автор книги «Код да Винчи», заявил что роман Шелдона вдохновил его на написание произведений в жанре фантастического триллера, отметив «простоту прозы и эффективность сюжета»
Американский рэпер MF Doom использовал часть текста романа для образцов своего дебютного альбома Operation: Doomsday.